# Tokaj (ville)
Cet article concerne une ville de Hongrie. Pour un vin appelé Tokaji, Tokay ou parfois Tokaj, voir Tokay. Pour le vignoble, voir Tokaj-Hegyalja.
Tokaj (/ˈto.kɒj/) est une ville hongroise, dans le département de Borsod-Abaúj-Zemplén (Tokaj est le nom de la ville mais aussi de la région nom de l'étiquette de vin[incompréhensible] en Hongrie et en Slovaquie).
Elle est le centre de production du célèbre vin de Tokay.

## Histoire
La ville apparait dans les documents pour la première fois en 1353. Son premier château, une motte, fut détruit lors de l'invasion mongole[Quand ?].
Au XIVe siècle, la ville appartenait aux seigneurs de Diósgyőr, puis passa après 1450 aux Hunyadi, si bien que la ville passa dans le domaine royal quand Matthias Hunyadi (Matthias Corvin) monta sur le trône.
En 1705, François II Rákóczi ordonna la destruction du château.
En 1881, la voyageuse et écrivaine anglaise Nina Elizabeth Mazuchelli (en) décrit Tokaj comme « une affreuse petite ville, d'une malpropreté inconcevable », et dont la population, composée de Magyars, de Grecs, d'Arméniens et de Juifs, s'élève à 5 000 habitants.
La ville souffrit de la première guerre mondiale, et perdit son statut : le négoce de vin se déplaça vers Sátoraljaújhely.
Tokaj recouvra son statut municipal en 1986.

## Économie
Des vingt-deux régions viticoles du pays, celle qui s'étend autour de Tokaj est la plus célèbre : elle est inscrite depuis 2002 au patrimoine mondial de l'UNESCO. C'est le berceau du tokay, nectar à la robe or et aux arômes de fruits confits.

## Jumelage
Tokaj est jumelé avec :
- Binyamina Givat Ada (Israël)
- Cormons (Italie)
- Dej (Roumanie)
- Oestrich-Winkel (Allemagne)
- Rust (Autriche)

## Honneur
Tokaj obtient en 2023 le label Meilleurs villages touristiques de l'Organisation mondiale du tourisme.
L'astéroïde (209791) Tokaj porte son nom.

## Galerie de photos

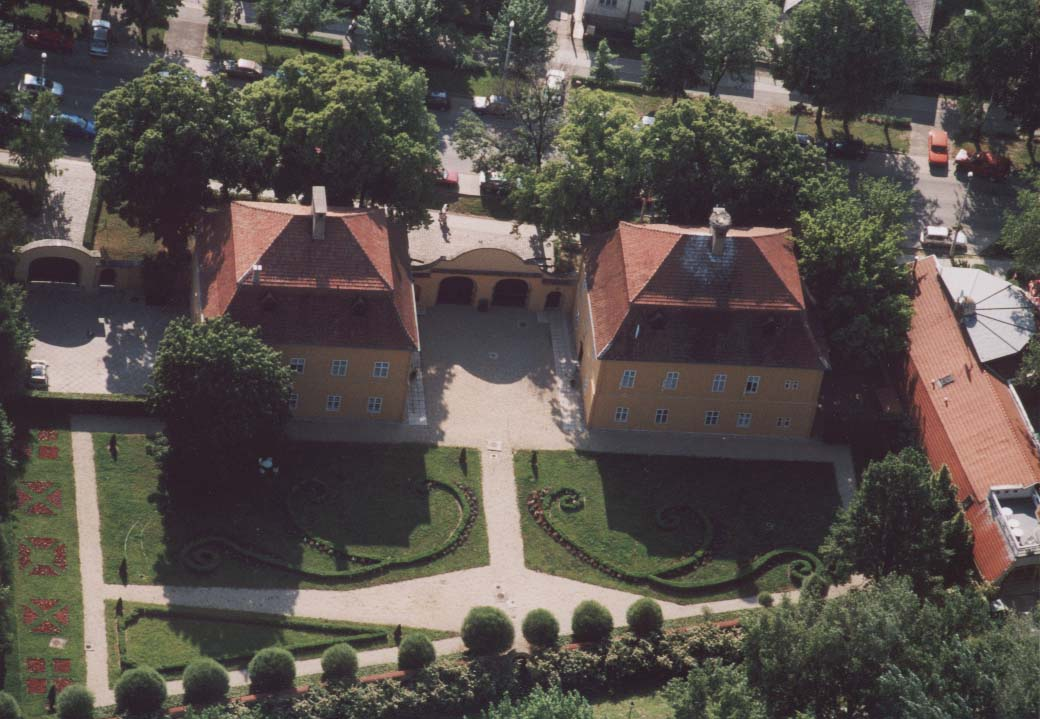
Château
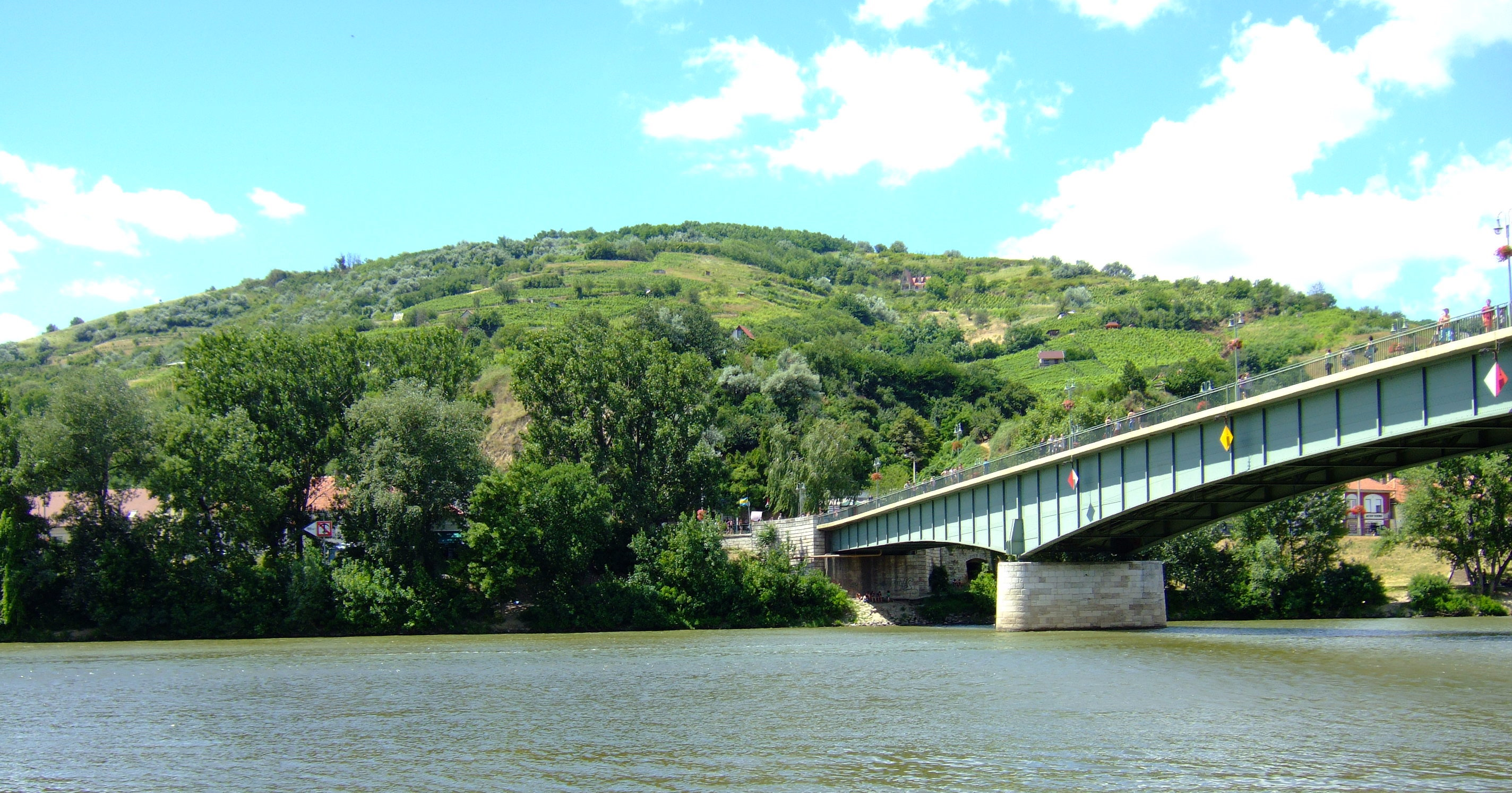
Le fleuve Tisza
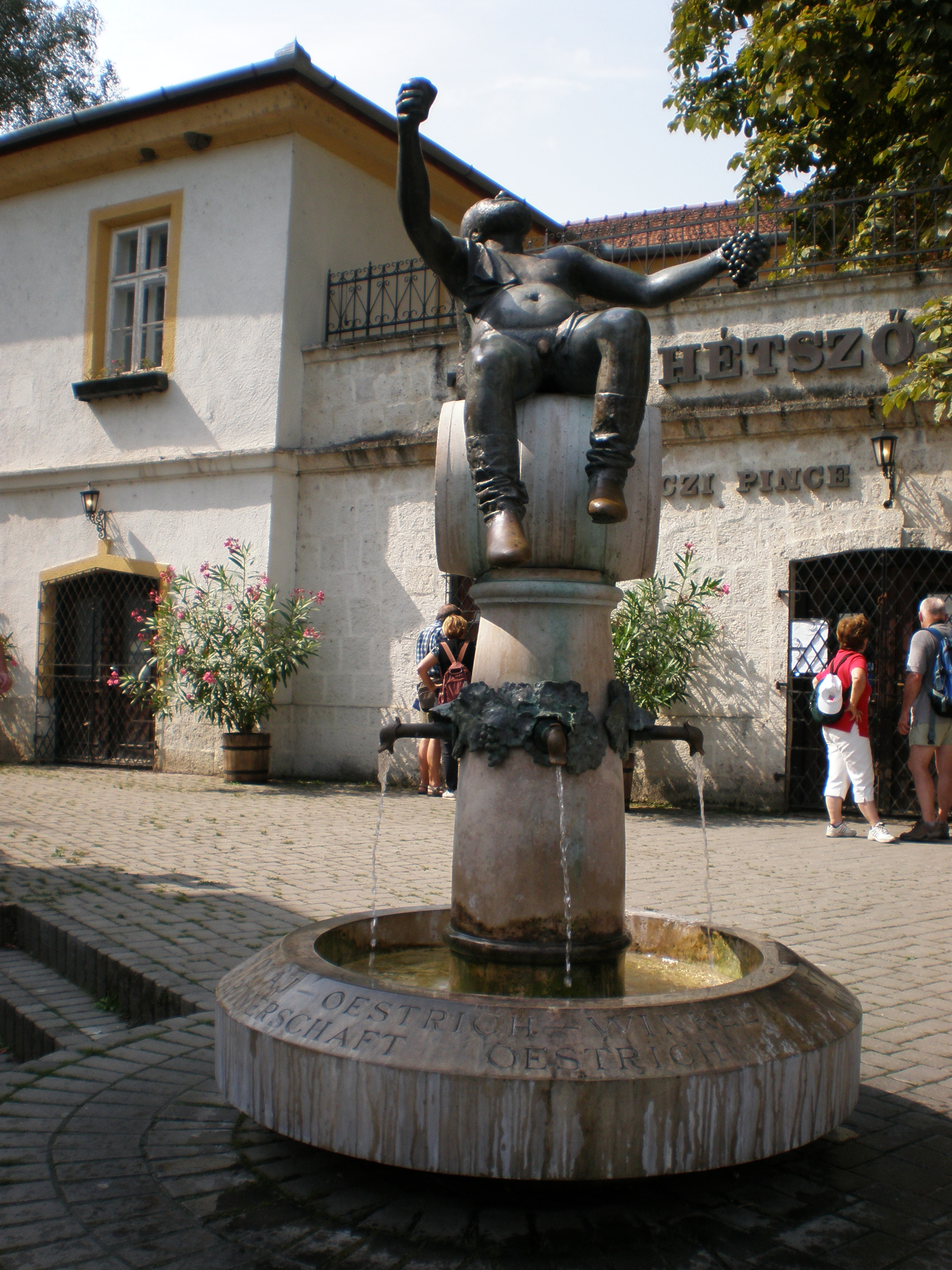
Centre-ville